# Fred Stokes
Louis Fred Stokes (Vidalia, 14 marzo 1964) è un ex giocatore di football americano statunitense che ha giocato nel ruolo di defensive end nella National Football League (NFL). Al college giocò a football alla Georgia Southern University.

## Carriera professionistica
Stokes fu scelto nel corso del dodicesimo giro (332º assoluto) del Draft NFL 1987 dai Los Angeles Rams, con cui rimase fino al 1988. Nel 1989  firmò coi Washington Redskins, con cui disputò tre stagioni e nel 1991 partì come titolare nel Super Bowl XXVI vinto contro i Buffalo Bills. Nel 1993 fece ritorno ai Rams con cui disputò altre tre stagioni, prima di chiudere la carriera nel 1996 coi New Orleans Saints.

## Palmarès

### Franchigia
- Super Bowl : 1

Washington Redskins: XXVI
- National Football Conference Championship: 1

Washington Redskins: 1991

## Statistiche
| Partite totali | 131  |
| Sack           | 38,0 |
| Intercetti     | 1    |